# John Humphrey Noyes

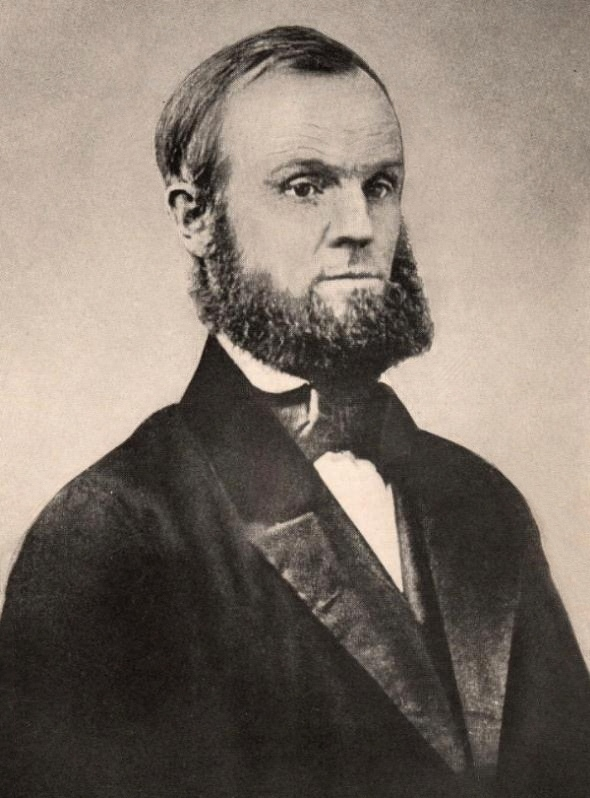
John Humphrey Noyes (etwa 1850)

John Humphrey Noyes (* 3. September 1811 in Brattleboro, Vermont; † 13. April 1886 in Niagara Falls, Ontario) war ein US-amerikanischer Frühsozialist und gründete 1848 die Oneida-Gemeinde. Diese Kommune, auch als „Sekte der Perfektionisten“ bezeichnet, beruhte seit 1867 auf folgenden Vereinbarungen: Eine bürgerliche Ehe wurde abgelehnt. Sex war nur möglich, wenn beide Partner ausdrücklich zustimmten. Um „gesunde“, „perfekte“ Nachkommen zu zeugen, durften sich nur ebensolche Menschen fortpflanzen. Ansonsten sollten Verhütungsmittel verwendet werden. Der männliche Partner hatte einen Samenerguss zu vermeiden.  Noyes gilt als Pionier der freien Liebe und Protagonist des Karezza.
Im Alter von 15 Jahren war er am Dartmouth College eingeschrieben. Noyes, der über seine Mutter ein Cousin von Präsident Rutherford B. Hayes war, absolvierte ein Studium der Rechtswissenschaft. Im Alter von 21 Jahren wandte er sich der Religion zu und studierte Theologie u. a. an der Yale University. 1838 ging er eine Ehe mit Harriet Holten ein. Er war als Prediger und Publizist aktiv.

## Oneida Stirpiculture
Der Führer der bibelkommunistischen Oneida-Gemeinschaft Noyes wird von Martin Richards als frühes Beispiel für das zitiert, was man später als eugenische Praktiken bezeichnen könnte. Bereits 1849 plante er sein Programm der wohlgeordneten Fortpflanzung (“well ordered procreation”), bei dem die wissenschaftliche Kombination auf die menschliche Zeugung ebenso frei und erfolgreich angewandt werden [sollte] wie auf die anderer Tiere (“scientific combination [was to be] applied to human generation as freely and successfully as it is to that of other animals”). Das Stirpiculture-Experiment, wie Noyes es nannte, bei dem die Nachkommenschaft durch die selektive Kombination ihrer Eltern vervollkommnet werden sollte, wurde 1869 gestartet und führte zur Geburt von 58 Kindern, die nachverfolgt wurden und von denen behauptet wurde, dass sie denen der allgemeinen Bevölkerung überlegen seien.